# Milan Skating Hockey Club 1933
Questa pagina raccoglie le informazioni riguardanti il Milan Skating Hockey Club nelle competizioni ufficiali della stagione 1933.

## Rosa
| N° | Naz.              | Ruolo | Sportivo       |  |  |  |
| -- | ----------------- | ----- | -------------- |  |  |  |
|    | Italia (bandiera) | E     | Bortolini      |  |  |  |
|    | Italia (bandiera) | P     | Vittorio Mutti |  |  |  |
|    | Italia (bandiera) | E     | Fernando Pera  |  |  |  |
|    | Italia (bandiera) | E     | Pio Rasponi    |  |  |  |
|    | Italia (bandiera) | E     | Orazio Zorloni |  |  |  |

## Risultati

### Divisione Nazionale

#### Prima fase
| 1933 | Milan | 11 – 2 | Amatori Roma |  |

| 1933 | Milan | 11 – 0 | Lazio |  |

| 1933 | Milan | 11 – 0 | FGC Monza |  |

#### Seconda fase
| 1933 | Milan | 5 – 3 | Padova |  |

| 1933 | Milan | 7 – 1 | Monza |  |

#### Finale scudetto
| Roma 30 ottobre 1933 | Milan | 3 – 4 | Novara | Arena Esedra |

### Coppa delle Nazioni
| Montreux aprile 1933 | Milan | 1 – 2 | ERC Stoccarda |  |

| Montreux aprile 1933 | Milan | 2 – 4 | Montreux |  |

| Montreux marzo 1932 | Milan | 2 – 9 | Stade Bordelais |  |

| Montreux aprile 1933 | Milan | 4 – 2 | ERC Stoccarda |  |

| Montreux aprile 1933 | Milan | 6 – 2 | Montreux |  |

| Montreux aprile 1933 | Milan | 3 – 4 | Stade Bordelais |  |